# Anamalech
Anamalech o Anammelech (in ebraico עֲנַמֶּלֶךְ‎?) secondo la Bibbia ebraica è un demone assiro e mesopotamico di sesso femminile.

## Storia
Il demone era venerato assieme ad Adramelech. Il suo culto era particolarmente rilevante tra gli abitanti della città assira di Sepharvaim; questi avrebbero bruciato i loro figli sacrificandoli in onore delle due divinità. Era probabilmente considerata figlia di Anu perché il suo nome vuole dire "An è il re".